# Karl Allmendinger
Pour les articles homonymes, voir Allmendinger.
Karl Allmendinger (3 février 1891 à Abtsgmünd – 2 octobre 1965 à Ellwangen) est un general der Infanterie allemand qui a servi au sein de la Heer dans la Wehrmacht pendant la Seconde Guerre mondiale.
Il a été récipiendaire de la croix de chevalier de la croix de fer avec feuilles de chêne. Cette décoration est son grade supérieur : les feuilles de chêne sont attribuées pour récompenser un acte d'une extrême bravoure sur le champ de bataille ou un commandement militaire avec succès.

## Biographie
Après son baccalauréat, le fils de l'écrivain Karl Allmendinger (de) s'engage en octobre 1910 comme aide-drapeau dans le 122e régiment de fusiliers (de) de l'armée wurtembergeoise à Heilbronn. Il est nommé enseigne le 22 avril 1911 et promu lieutenant le 29 janvier 1913. 
Mis dans l'armée de réserve depuis 1944, Karl Allmendinger est arrêté par les forces américaines en 1945. Il est libéré en 1946.

## Décorations
- Croix de fer (1914)
  - 2e classe
  - 1re classe
- Insigne des blessés (1914)
  - en noir
- Croix d'honneur
- Agrafe de la croix de fer (1939)
  - 2e classe (20 septembre 1939)
  - 1re classe (21 mai 1940)
- Médaille du Front de l'Est
- Ordre de la Croix de la Liberté 1re classe avec glaives (29 mars 1943)
- Ordre de Michel le Brave
  - 3e classe (12 juillet 1944)
- Croix de chevalier de la croix de fer avec feuilles de chêne
  - Croix de chevalier le 17 juillet 1941 en tant que generalmajor et commandant de la 5. Infanterie-Division[1],[2]
  - 153e feuilles de chêne le 13 décembre 1942 en tant que generalleutnant et commandant de la 5. Jäger-Division[1],[3]